# Зееталь
47°13′54″ пн. ш. 8°14′37″ сх. д. / 47.23166667° пн. ш. 8.24361111° сх. д.
Зееталь (нім. Seetal) — долина у центральній Швейцарії, відома своїми озерами, замками, виноградниками та панорамними видами на Альпи. Долина орієнтована з півдня на північ з довжиною близько 30 км. Вона починається поблизу міста Еммен у кантоні Люцерн і закінчується біля міста Ленцбург у кантоні Ааргау. Долина поділена на дві частини: Люцернський Зееталь на півдні та Ааргауський Зееталь на півночі. Головні природні водойми — два озера: Бальдеггське озеро і Галльвільське озеро. Останнє є найбільшим озером кантону Ааргау, простягаючись також у Люцерн, з площею близько 10 км². Саме озера надають долині назву «Озерна долина», назва походить від слів нім. see (озеро) та нім. tal (долина).

## Географія
Ландшафт сформований під час останнього льодовикового періоду (близько 20 000 років тому) льодовиками Ройсс і Лінт, які залишили по собі друмліни (овальні пагорби, утворені льодовиком), такі як Герренберг (Herrenberg) біля Ермензе (Ermensee) та Кайзерштуль (Kaiserstuhl) біля Гельфінгена (Gelfingen). Долина оточена хребтами: на сході — Лінденберг (Lindenberg), на заході — Ерлозе (Erlose) та Гомберг (Homberg), а також Рітенберг-Кетте (Rietenberg-Kette). Вона є частиною Центрального плато Швейцарії і дренується річками Аабах (Aabach) та Рон (Ron), які впадають у нижню долину Ааре (Aaretal).

## Історія
Історія долини Зееталь тісно пов'язана з середньовіччям та сільськогосподарським розвитком. Регіон є частиною ширшої історії Центральної Швейцарії, де найдавніші сліди людської присутності датуються близько 30 000 роками до н. е. (наприклад, печера Штайгельфадбальм на горі Рігі в Люцерні). В долині є замки феодальної епохи. Замок Галльвіль, побудований у XI столітті, є водним замком на північному кінці озера Галльвіль і слугував фортецею. Замок Хайдегг вижив від атак швейцарських конфедератів (арсон у середньовіччі) і є національною спадщиною. Інші замки, як Ленцбург, Вільдегг (фортифікований) та руїни Нюнегг, формують середньовічну архітектуру долини.

## Муніципалітети
До Ааргауського Зееталя входять 13 муніципалітетів: Байнвіль-ам-Зее, Біррвіль, Бонісвіль, Дюрренеш, Еглісвіль, Фарванген, Галльвіль, Ленцбург, Лойтвіль, Майстершванден, Зеенген, Зеон і Штауфен.
До Люцернського Зееталя належать 9 муніципалітетів: Еш, Балльвіль, Ермензее, Ешенбах, Гіцкірх , Гохдорф, Гоенрайн, Ромерсвіль та Шонгау.

## Виноградарство

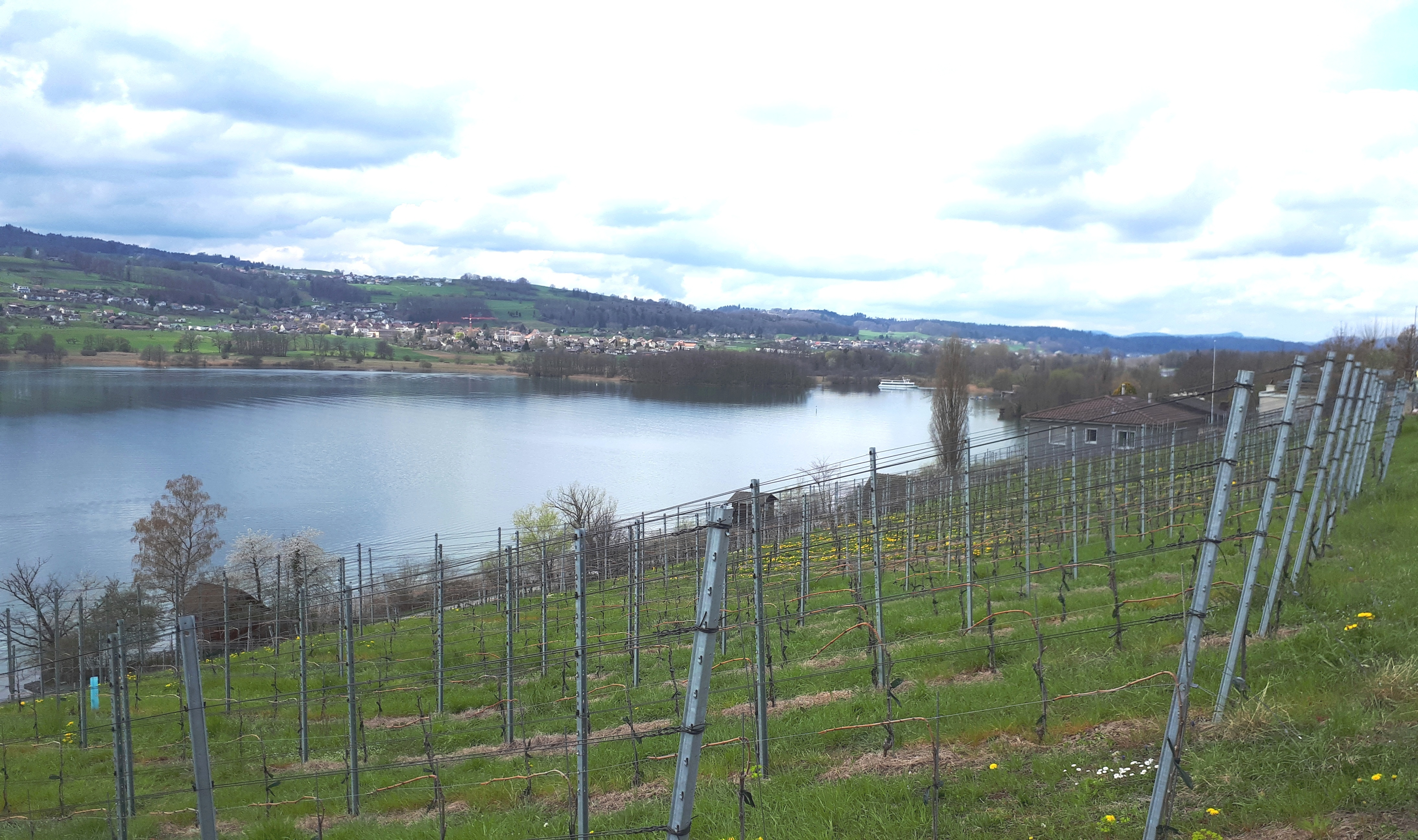
Виноградарство на озері Галльвіль

Зееталь — найстаріший і найбільший виноробний регіон у кантоні Люцерн. Виноградарство майже зникло на початку XX століття через хвороби лози, але відновлене з 1960-х років за підтримки кантону (з 1952 року — перепсадження на схилах під замком Хайдегг). Сьогодні площа виноградників — 22 га, переважно на південно-західних схилах Лінденберга. Місцевий сорт — Хітцкірхер (Hitzkircher, природний гібрид Bondola x Completer). З 2005 року вина Люцерна захищені позначенням Appellation d'Origine Contrôlée (контроль справжності походження).
У Ааргау виноградники розташовані переважно на південно-західному схилі в нижній частині озера Галльвіль.

## Залізниця
Залізнична лінія Зеетальбан (нім. Seetalbahn) проходить через усю долину Зееталь, з'єднуючи міста Ленцбург (у кантоні Ааргау) та Люцерн (у кантоні Люцерн). Вона є частиною Люцернської міської залізниці (S-Bahn Luzern), системи приміських поїздів, що обслуговує регіон Люцерна.
У деяких селах долини є власні залізничні станції, хоча частіше це просто зупинки. Решта населених пунктів, які не мають залізничних станцій, обслуговуються автобусними маршрутами, що забезпечує транспортне сполучення по всій долині. Зеетальбан має унікальну особливість — її колії часто проходять безпосередньо вздовж дороги, подібно до трамвайної лінії. Це створювало проблеми в минулому, оскільки до 1990-х років через близькість до дороги часто траплялися аварії на залізничних переїздах. Для зменшення кількості аварій багато незахищених залізничних переїздів (нім. unbewachte Bahnübergänge) було закрито або обладнано бар'єрами та миготливими сигнальними вогнями (нім. Wechselblinksignale).